# Ommatius fanovana
Ommatius fanovana är en tvåvingeart som beskrevs av Stanley Willard Bromley 1942. Ommatius fanovana ingår i släktet Ommatius och familjen rovflugor.
Artens utbredningsområde är Madagaskar. Inga underarter finns listade i Catalogue of Life.